# Curubis annulata
Curubis annulata là một loài nhện trong họ Salticidae.
Loài này thuộc chi Curubis. Curubis annulata được Eugène Simon miêu tả năm 1902.